# Parijs-Tours 1929
De 24ste editie van Parijs-Tours  werd verreden op zondag 5 mei 1929. De wedstrijd had een lengte van 253 kilometer, startte in Parijs en eindigde in Tours. 
De Luxemburger Nicolas Frantz won de sprint van 30 anderen. 25 renners werden als zevende gerangschikt.
Als 38ste en laatste kwam de Zwitser Heiri Suter binnen op 35 seconden.

## Uitslag
| Plaats  | Naam             | Ploeg                       | Tijd     |
| ------- | ---------------- | --------------------------- | -------- |
| Winnaar | Nicolas Frantz   | Alcyon-Dunlop               | 9u14'55" |
| 2       | Aimé Déolet      | Alcyon-Dunlop               | z.t.     |
| 3       | Georges Ronsse   | Automoto                    | z.t.     |
| 4       | Roger Bisseron   | La Française-Diamant-Dunlop | z.t.     |
| 5       | Aimé Dossche     | Alcyon-Dunlop               | z.t.     |
| 6       | Joseph Demuysere | Génial Lucifer-Hutchinson   | z.t.     |

1896 · 
1897 · 
1898 · 
1899 · 
1900 · 
1901 · 
1902 · 
1903 · 
1904 · 
1905 · 
1906 · 
1907 · 
1908 · 
1909 · 
1910 · 
1911 · 
1912 · 
1913 · 
1914 · 
1915 · 
1916 · 
1917 · 
1918 · 
1919 · 
1920 · 
1921 · 
1922 · 
1923 · 
1924 · 
1925 · 
1926 · 
1927 · 
1928 · 
1929 · 
1930 · 
1931 · 
1932 · 
1933 · 
1934 · 
1935 · 
1936 · 
1937 · 
1938 · 
1939 · 
1940 · 
1941 · 
1942 · 
1943 · 
1944 · 
1945 · 
1946 · 
1947 · 
1948 · 
1949 · 
1950 · 
1951 · 
1952 · 
1953 · 
1954 · 
1955 · 
1956 · 
1957 · 
1958 · 
1959 · 
1960 · 
1961 · 
1962 · 
1963 · 
1964 · 
1965 · 
1966 · 
1967 · 
1968 · 
1969 · 
1970 · 
1971 · 
1972 · 
1973 · 
1974 · 
1975 · 
1976 · 
1977 · 
1978 · 
1979 · 
1980 · 
1981 · 
1982 · 
1983 · 
1984 · 
1985 · 
1986 · 
1987 · 
1988 · 
1989 · 
1990 · 
1991 · 
1992 · 
1993 · 
1994 · 
1995 · 
1996 · 
1997 · 
1998 · 
1999 · 
2000 · 
2001 · 
2002 · 
2003 · 
2004 · 
2005 · 
2006 · 
2007 · 
2008 · 
2009 · 
2010 · 
2011 · 
2012 · 
2013 · 
2014 · 
2015 · 
2016 · 
2017 · 
2018 · 
2019 ·
2020 ·
2021 ·
2022 ·
2023 ·
2024 ·
2025